# Bengt Djupfeldt
Bengt Gustav Djupfeldt, född 24 februari 1882 i Köpenhamn, död 10 mars 1958 i Stockholm, var en svensk tecknare och målare.
Han var son till hovskomakaren Gösta Djupfeldt och Charlotta Stigsdotter samt från 1919 gift med Edit Carlson (1894–1943). Djupfeldt studerade vid Tekniska skolan i Stockholm. Han debuterade som separatutställare 1947 på Hanes konstsalong i Stockholm. Han medverkade i Sveriges allmänna konstförenings samlingsutställningar. Hans konst består av teckningar med motiv från centrala Stockholm samt en del utkantsmotiv. Djupfeldt är representerad vid Stockholms stadsmuseum.